# 風酒場
風酒場（かぜさかば）は、美空ひばりのシングル。1979年4月1日に日本コロムビアから発売された。

## 概要
- A面『風酒場』とB面『海鳥に向う女』は、1960年代から70年代に数多くのヒット曲を残した韓国の国民的作曲家・朴椿石[2]が作曲[3]した。
- 日本でも「カスマプゲ」で知られるようになった朴だが、1978年12月に日本コロムビアから依頼を受けて作曲が実現した[4]。
- 『風酒場』の1番の歌詞に「古賀メロディ」のフレーズが登場するが、1980年1月4日に放映されたNHK『新春 夢の競演』[5]では古賀作曲の「影を慕いて」がアンコに挟まれた。
- 1979年5月27日に放映されたTBS「サウンド・イン"S"」に初出演した際もしっとりと歌い上げ[6]、2015年発売のDVD「美空ひばり 宙 (そらから)」にも収録されている[7]。

## 収録曲
両曲共　作曲：朴椿石、編曲：佐々永治
1. 風酒場
  - 作詞：吉田旺
2. 海鳥に向う女
  - 作詞：鳥井実